# Сопоцкин
Сопоцкин (бел. Сапоцкін) — городской посёлок в Гродненском районе Гродненской области Беларуси. Административный центр Сопоцкинского сельсовета.
Численность населения — 901 человек (на 1 января 2025 года).

## География
Расположен в 21 км на северо-запад от Гродно, с которым соединён автомобильной дорогой.

## История

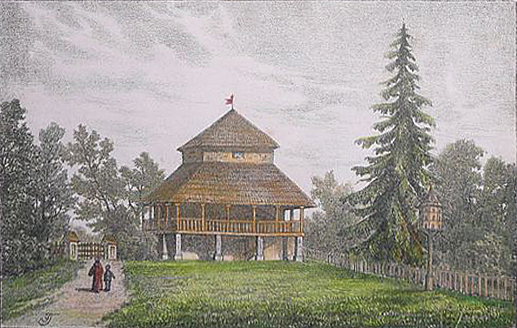
Лямус, XIX век

Известен с XVI века как местечко Гродненского повета Трокского воеводства, с 1793 года Гродненского воеводства ВКЛ. Имел герб. Во время Северной войны 1700—21 годов занят шведскими войсками во главе с Карлом XII. В 1786 году получил право на ежегодные ярмарки. С 1795 года в составе Пруссии, с 1807 года — Варшавского герцогства, с 1815 года в составе Российской империи.
Состоянием на 1827 в Сопоцкине было 98 домов. В 1858 количество зданий возросло до 160, из них 3 каменные. В 1900 году здесь работали маслобойные и стеклянные заводы.
С 1900 — посёлок. С 1915 до 1918 года оккупирован германскими войсками. По окончании польско-советской войны, согласно Рижскому мирному договору (1921) Сопоцкин оказался в составе межвоенной Польской Республики, где стал центром гмины в Августовском повете Белостокского воеводства. Состоянием на 1921 год в городке было 294 дома. С 1939 года в БССР, центр района Белостокской области, с 1944 года — Гродненской области. В 1959 Сопоцкинский район упразднили, а село вошло в состав Гродненского района.
Во время Великой Отечественной войны нацисты согнали местных евреев в гетто, и всех их убили — 539 человек. С 22 июня 1941 года до 18 июля 1944 Сопоцкин находился под немецкой оккупацией.
В 1978 образовался Сопоцкинский ботанический заказник.

## Население

### Численность
Численность населения — 901 человек (на 1 января 2025 года).
Численность населения — 925 человек (на 1 января 2024 года). Численность населения — 943 человек (на 1 января 2023 года). Население 1003 человек (на 1 января 2016 года).
92 % населения составляют этнические поляки.
| Численность населения:                                                                          |
| Графики недоступны из-за технических проблем. См. информацию на Фабрикаторе и на mediawiki.org. |

## Инфраструктура
В Сопоцкине работают средняя и музыкальная школа, дошкольное учреждение
Медицинские услуги предоставляет больница.
Действуют дом культуры, 2 библиотеки.

## Планировка и застройка
В наше время центральная улица Сопоцкина (бывшая Ленина) называется в честь Папы Римского Иоанна Павла II, с ней пересекается улица имени генерала Юзефа Ольхи-Вильчинского (бывшая Октябрьская). Место расстрела генерала и его воинов отмечает бело-красный крест.
Теалин — предместье Сопоцкина, названное в честь жены Антония Воловича. По адресу ул. Теалинская, 45 располагается Костел Вознесения Девы Марии.

## Экономика
- Предприятие лесной промышленности
- Управление биологического заказника «Сопоцкинский».

## Культура
- Культурно-туристический центр
- Музей писанки. В 2013 году традиция росписи пасхальных яиц была включена в Государственный список историко-культурных ценностей как элемент нематериального культурного наследия.

## Достопримечательности
- Католический храм Вознесения Девы Марии (XVIII в.), 1789 год, 1935—1939 перестройка. Внутри храма можно увидеть памятные доски Т.Костюшко и Э.Ожешко[15].
- Здание комендатуры, конец XIX — начало XX века
- Еврейское кладбище, одно из самых старых в Беларуси
- Католическое кладбище
  - Часовня-усыпальница Юлии Дьяконской (1858) —  Историко-культурная ценность Республики Беларусь, шифр 413Г000211.
  - Часовня-усыпальница Юзефа Гурского (1893) —  Историко-культурная ценность Республики Беларусь, шифр 413Г000211.
  - Могила генерала Ю. Ольшина-Вильчинского и мемориал в память польских офицеров и подофицеров, которые погибли в боях с Красной Армией.
- Оборонительные укрепления (нач. XX в.)
- На западной окраине городка находится курганный могильник — памятник археологии X в.—ХI вв.
- Православная Спасо-Преображенская церковь

### Утраченное наследие
- Лямус (XVIII в.)
- Церковь Успения Пресв. Богородицы (1780, греко-католическая)
- Синагога (XVIII в.)

## Галерея

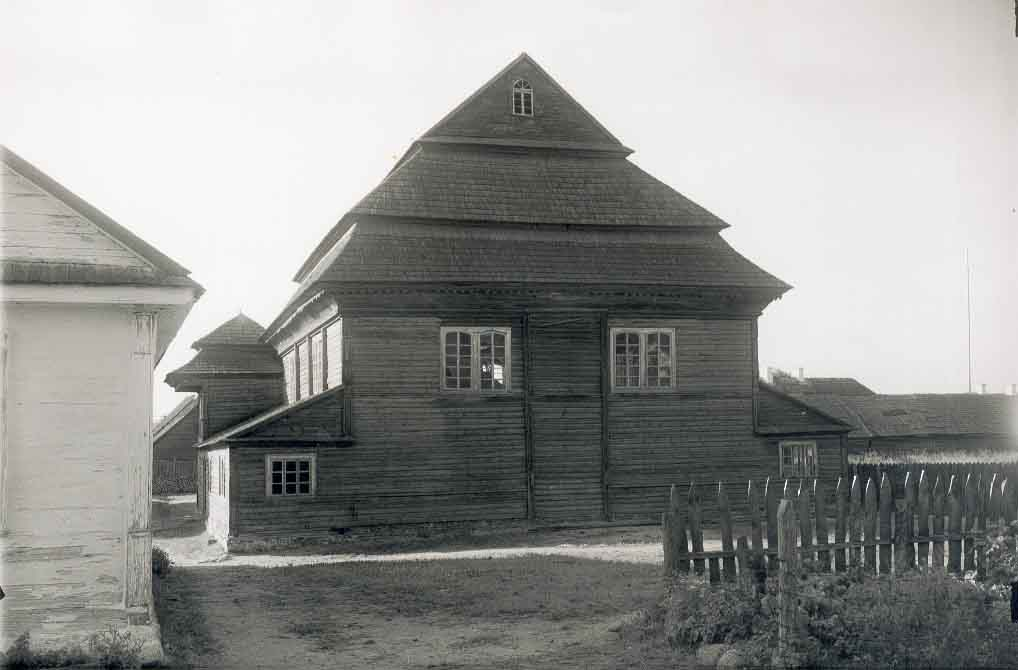
Синагога. Фото 1936 года. Уничтожена во Вторую мировую войну
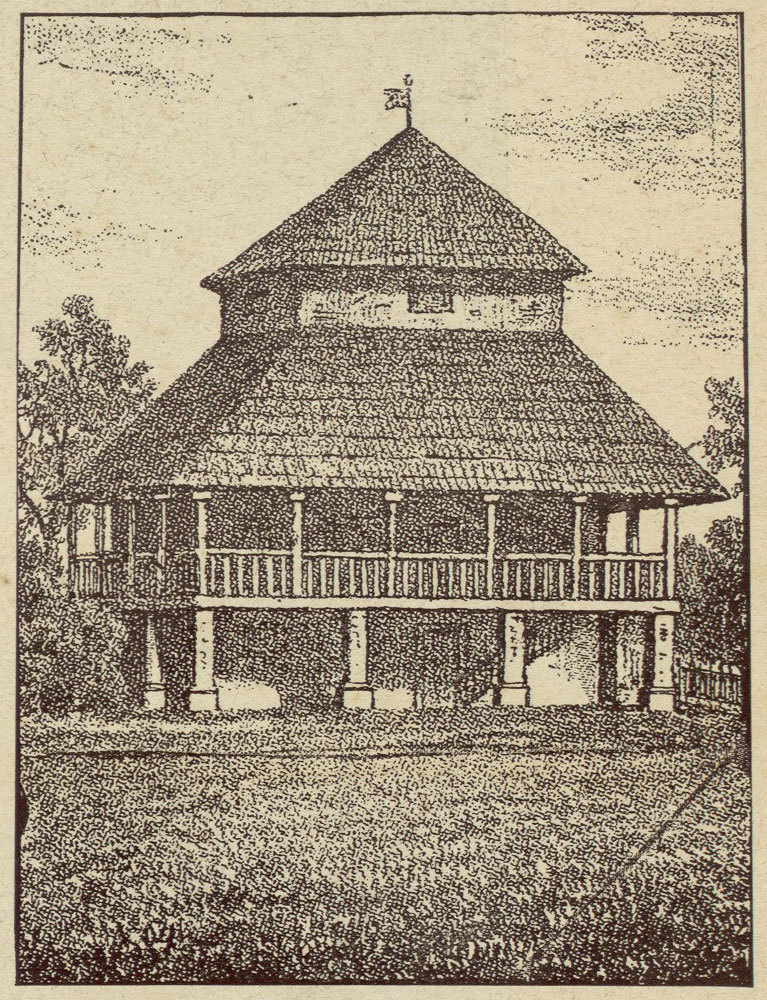
Лямус
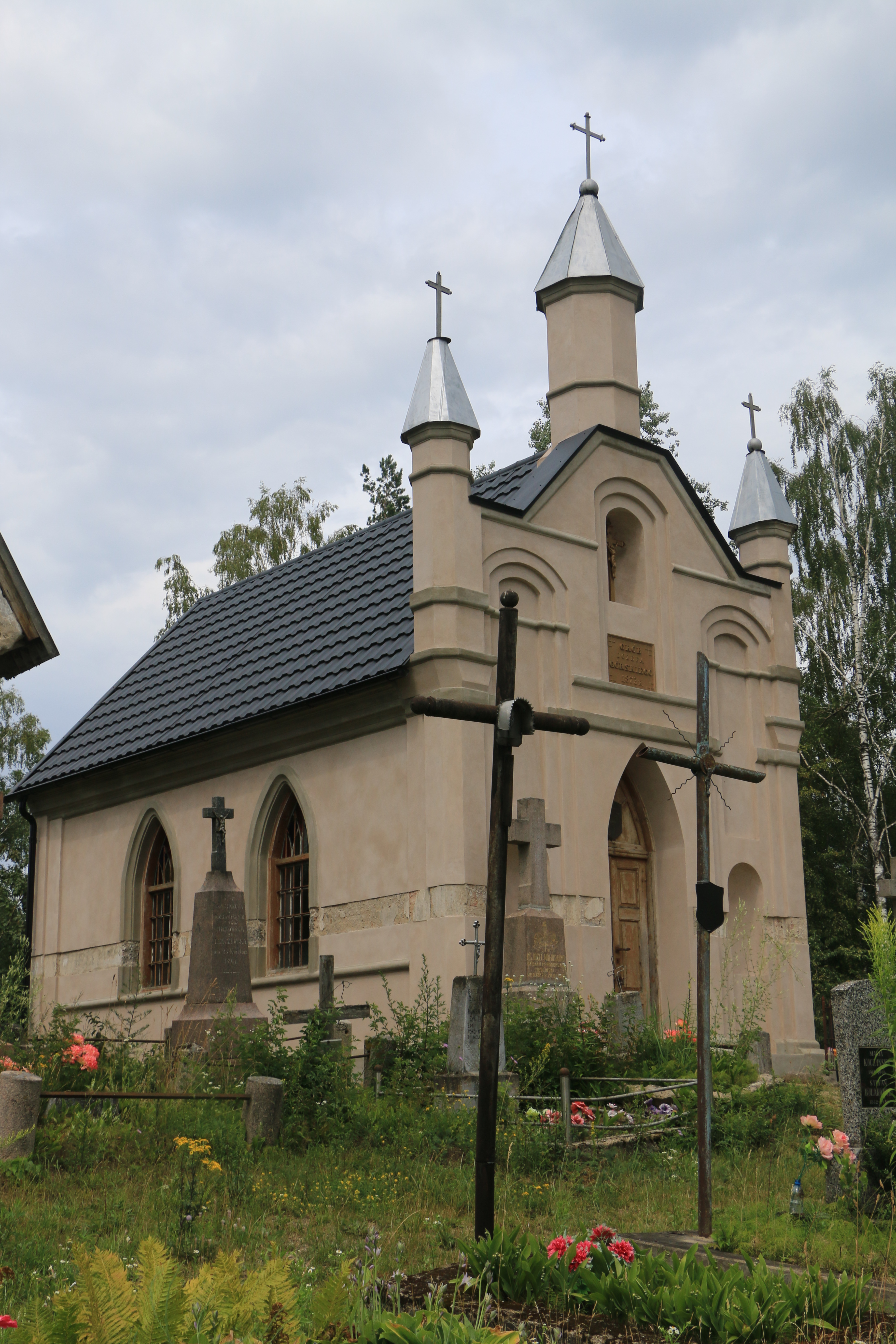
Часовня-усыпальница Ю. Гурского. 1893 год
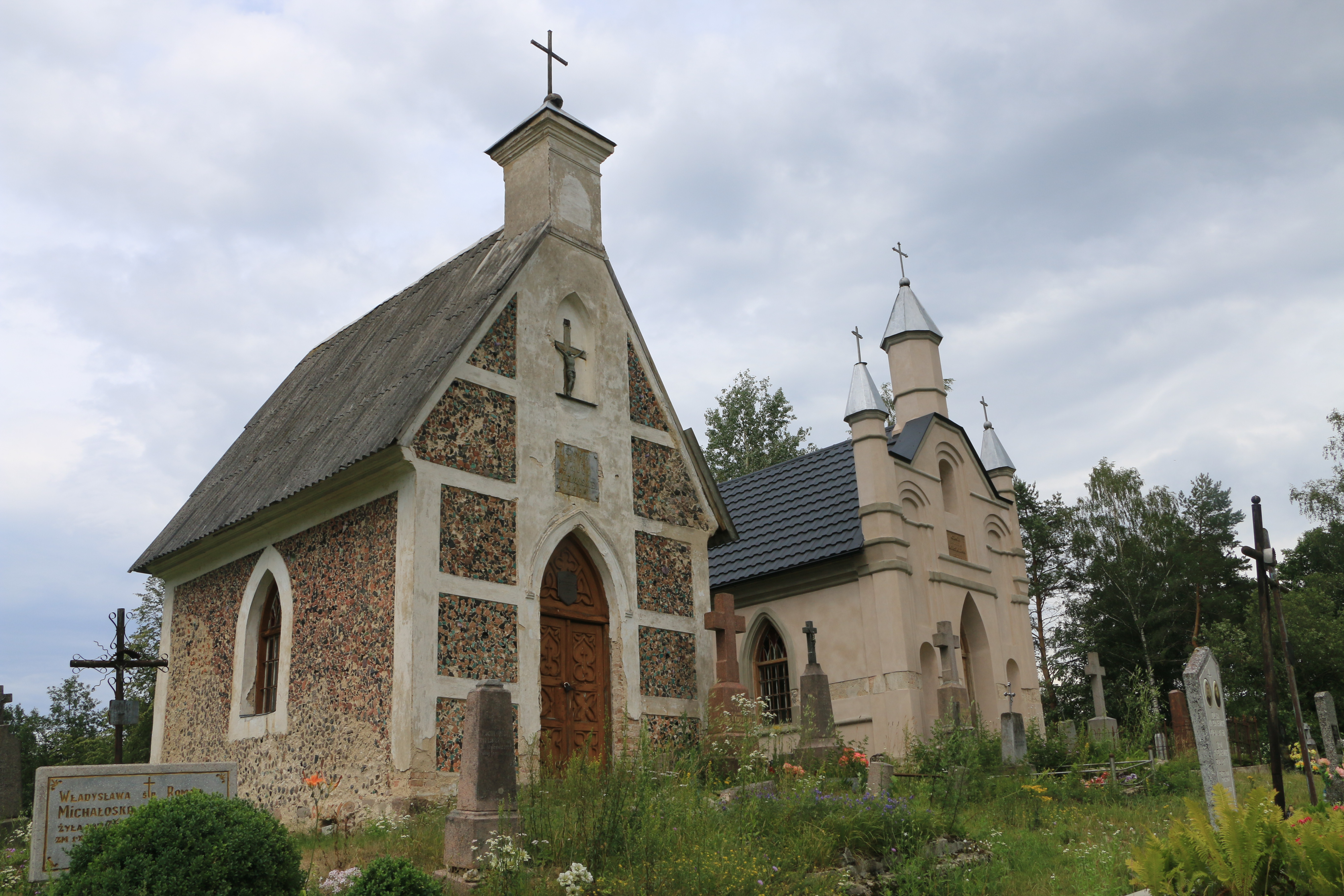
Часовня-усыпальница Ю. Дьяконской. 1858 год
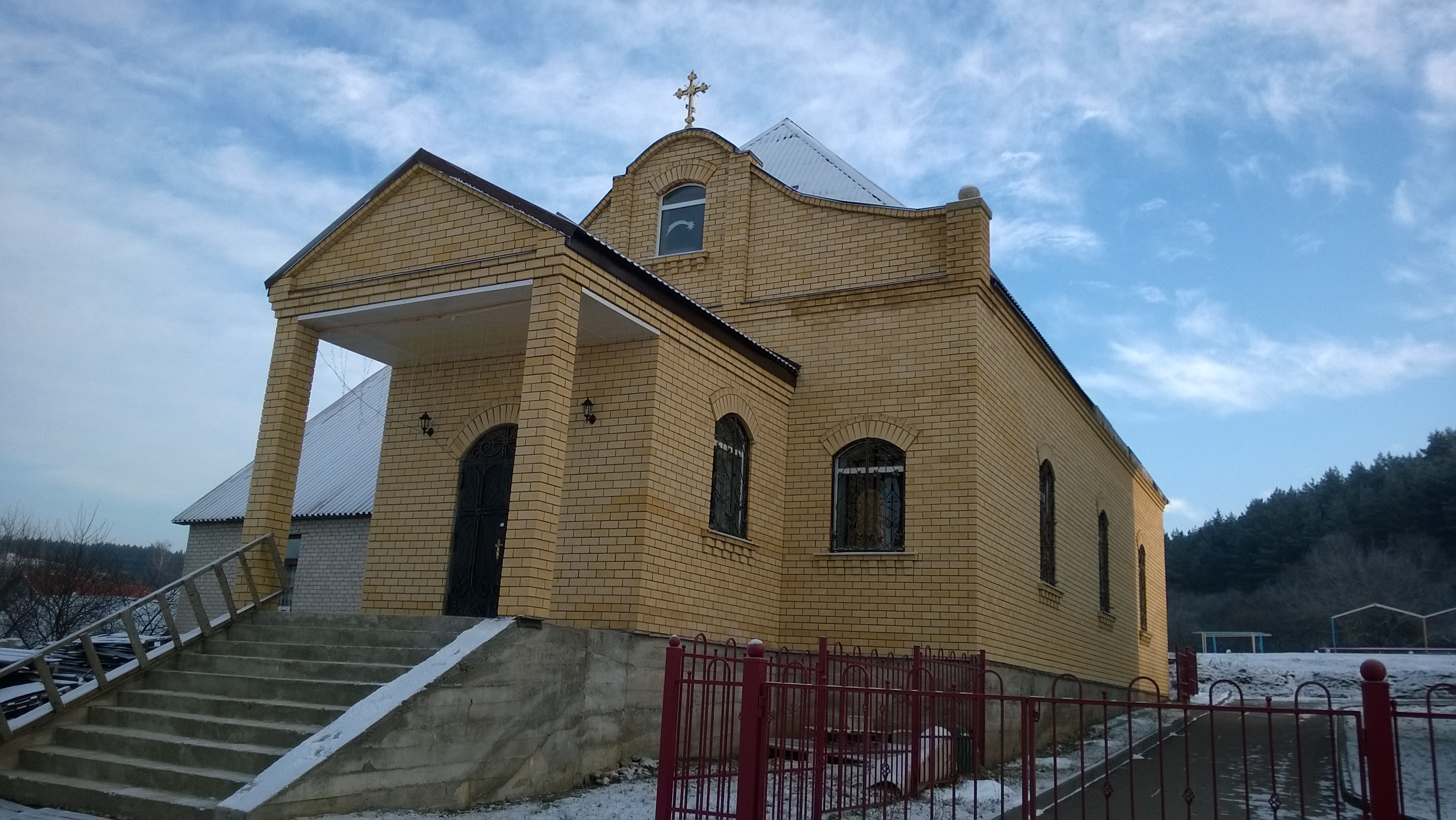
Православная Спасо-Преображенская церковь